# NGC 7390
NGC 7390 (другие обозначения — PGC 69837, MCG 2-58-20, ZWG 430.20) — линзообразная галактика (S0) в созвездии Пегас.
Этот объект входит в число перечисленных в оригинальной редакции «Нового общего каталога».